# Marano
Pour les articles homonymes, voir Marano (homonymie).
Le Marano est un cours d'eau qui s’étend à Saint-Marin et dans la province de Rimini, en Italie, et se jette dans la mer Adriatique. 

## Géographie
Le Marano prend sa source au sud-est de Domagnano et marque une partie de la frontière est entre Saint-Marin et l’Italie.

## Affluents
- le Cando
- Fiumicello (cours d'eau) (it)